# Eugène Deloncle
Pour les articles homonymes, voir Deloncle.
 (mars 2015).
Antoine Octave Eugène Deloncle est un antisémite, homme politique français né à Brest (Finistère) le 20 juin 1890 et mort à Paris 17e le 7 janvier 1944, cofondateur de la Cagoule en 1935.

## Famille
Fils du commandant Antoine Charles Louis Deloncle (qui refusa de quitter la passerelle du paquebot La Bourgogne lors de son naufrage, le 4 juillet 1898, et fut englouti en mer avec lui) et d'Anna Ange Marie Grossetti. Il est le neveu de François Deloncle, député des Basses-Alpes et de la Cochinchine, du journaliste Henri Deloncle et de Charles Deloncle, député et sénateur de la Seine. Il est le neveu du général Paul François Grossetti.
Il épouse Mercédès Cahier (1893-1988), fille de médecin, dont il a un fils, Louis, et une fille, Claude.
Après sa mort, sa femme épouse Jacques Corrèze, activiste cagoulard hébergé par le couple Deloncle.
En 1939, sa nièce Édith Cahier, fille de Paul Cahier, épouse Robert Mitterrand, frère de François Mitterrand.
Sa sœur Louise, qui épousa l'avocat Laurent-Cély, fut la mère de l'écrivain Jacques Laurent. Son autre sœur fut mariée un temps au joueur de bridge Pierre Albarran.

## Carrière et activité politique

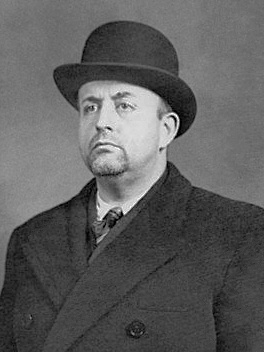
Photographie d'identité judiciaire d'Eugène Deloncle après son arrestation en novembre 1937.

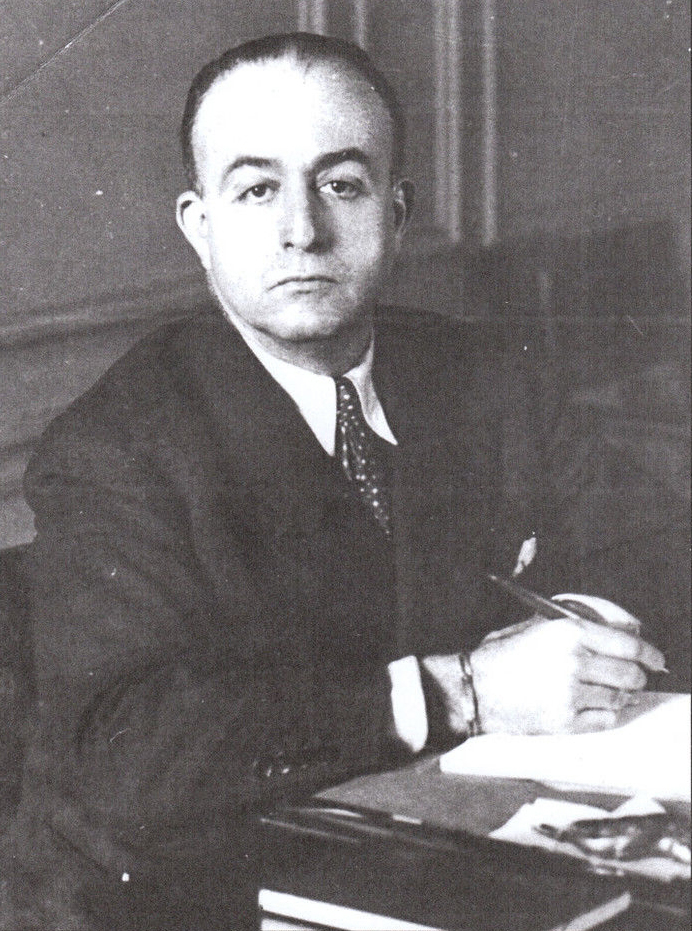
Eugène Deloncle.

Polytechnicien (promotion X1910, second), ingénieur du Génie maritime, cadre dirigeant de la société de contrôle technique Bureau Veritas, il combat pendant la Première Guerre mondiale : officier d'artillerie, il est blessé sur le front de Champagne. Il est fait chevalier de la Légion d'honneur par arrêté du 7 novembre 1920.
Il adhère à l'Action française avant de la quitter pour fonder avec d'autres dissidents, notamment Jean Filiol, l'Organisation secrète d'action révolutionnaire nationale (OSARN) en 1935. Cette organisation clandestine est ultérieurement connue de la police sous le nom de « Comité secret d'action révolutionnaire » (CSAR) et surnommée la « Cagoule » par la presse. Ce surnom est d'ailleurs attribué avec mépris par Maurice Pujo de l'Action française.
Parmi les activités subversives de l'OSARN, on compte l'attentat terroriste contre la Confédération générale du patronat français et du groupe des industries métallurgiques le 11 septembre 1937. Cette action vise à faire croire à l'opinion publique à un complot communiste menaçant la démocratie. En outre, l'organisation clandestine assassine les frères Sabatino et Carlo Rosselli, deux militants italiens antifascistes réfugiés en France. Ces meurtres sont commis à la demande du régime fasciste italien, en échange de la fourniture d'armes de guerre et d'un soutien financier.

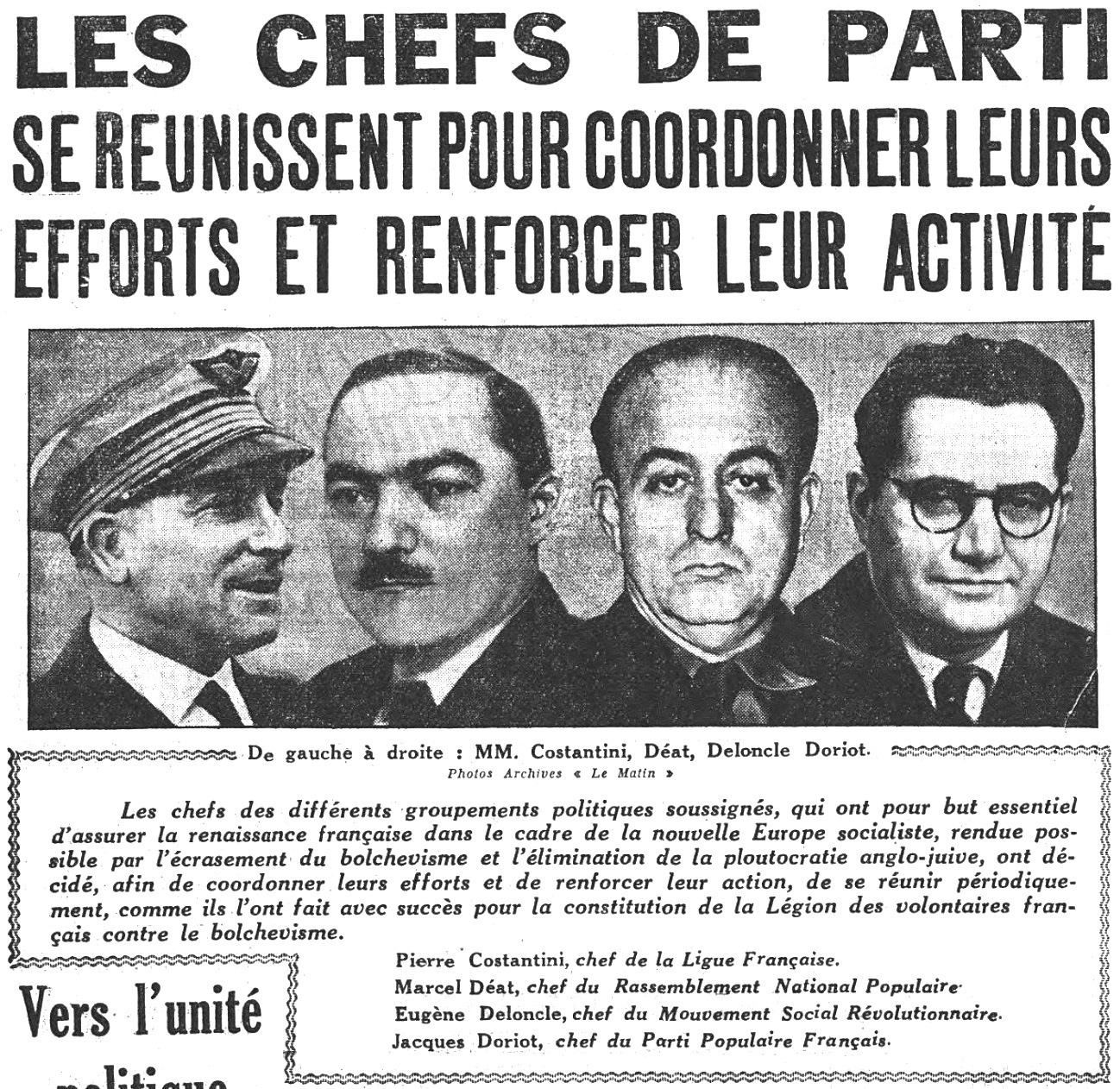
Les chefs des principaux partis collaborationnistes en 1941. De gauche à droite : Costantini (Ligue française), Déat (RNP), Deloncle (MSR) et Doriot (PPF).

Selon le journaliste Pierre Péan, à la fin du mois de novembre 1936, Deloncle rencontre le général Henri Giraud qui lui promet son aide en cas de soulèvement communiste, Deloncle lui assurant que les cagoulards se rangeraient sous ses ordres. Très satisfait, Giraud « est évidemment d'accord pour travailler avec les gens de l'OSARN et souhaite la meilleure réussite à l'entreprise de Deloncle et Duseigneur […] ».
En juillet 1938, l'état-major civil et plusieurs militaires, soit un total de 120 personnes, sont arrêtées par la police.
Après l'armistice de juin 1940, Deloncle rejoint l’amiral François Darlan et reprend contact avec d’anciens cagoulards.
Fin 1940, il crée le Mouvement social révolutionnaire pour la Révolution nationale (MSR), soutenant le maréchal Pétain, puis, par le Rassemblement national populaire, se rapproche de Marcel Déat. Dans la nuit du 2 au 3 octobre 1941, sept attentats organisés par le Mouvement social révolutionnaire visent plusieurs synagogues parisiennes.
Soutenu par Henry Charbonneau, et Jean Filiol qui, durant la seconde guerre mondiale, fera une funeste carrière dans la Milice à Limoges et en Limousin[Quoi ?]. Il intrigue contre son ancien chef cagoulard. Deloncle est finalement exclu du MSR en mai 1942.
Pressentant un tournant dans la guerre, Deloncle poursuit ses intrigues mais tente cette fois de changer de champ en prenant contact avec l'amiral Wilhelm Canaris, responsable du contre-espionnage militaire allemand (l'Abwehr) et opposant à Hitler. L'ex-chef cagoulard assure les liaisons entre Canaris et l'amiral Darlan par le truchement de Jacques Lemaigre Dubreuil mais son activité attire l'attention des services de sécurité nazis. Dans un premier temps, Deloncle est arrêté en août 1943, interrogé et détenu pendant un mois à Ville-d'Avray. Une fois relâché, il renoue des contacts avec Canaris. En fin de compte, Helmut Knochen charge le Hauptsturmführer Roland Nosek d'arrêter ou, le cas échéant, d'assassiner Deloncle.
Le 7 janvier 1944 au matin, Deloncle est abattu à son domicile par des agents allemands du SD,. Son fils Louis, blessé, survit ; après-guerre il dirige la branche espagnole de L'Oréal.

### Sources primaires
- Raymond Abellio (Georges Soulès), Ma dernière mémoire, vol. 3 : Sol invictus : 1939-1947, Paris, Gallimard, puis Ramsay, 1980, 497 p. (ISBN 2-85956-189-7).
- Christian Bernadac (éd.), Les Carnets secrets de la Cagoule : Dagore, Paris, Éditions France-Empire, 1977, 609 p. (présentation en ligne).
- Édith Cahier, Ma famille Mitterrand, Paris, Robert Laffont, 2002, 229 p. (ISBN 2-221-09525-1).
- Henry Charbonneau, Les mémoires de Porthos, vol. 1, Paris, Éditions du Clan, 1967, 459 p.
- Henry Charbonneau, Les mémoires de Porthos, vol. 2 : Le roman noir de la droite française, Paris, Éditions du Clan, puis Robert Desroches, 1967, 472 p.
- Mercédès Deloncle Corrèze, Histoire sans égoïsme, Paris, La Pensée universelle, 1982, 297 p. (ISBN 2-214-04825-1).
- Robert Mitterrand, Frère de quelqu'un, Paris, Robert Laffont, 1988, 490 p. (ISBN 2-221-04762-1).